# Малинки (Винницкая область)
Мали́нки (укр. Малинки) — село на Украине, находится в Погребищенском районе Винницкой области.
Код КОАТУУ — 0523484103. Население по переписи 2001 года составляет 350 человек. Почтовый индекс — 22209. Телефонный код — 4346.
Занимает площадь 1,62 км².

## Адрес местного совета
22209, Винницкая область, Погребищенский р-н, с. Педосы, ул. Центральная, 10

## История
В XIX веке село Малинки было в составе Спичинецкой волости Бердичевского уезда Киевской губернии. В селе была Богословская церковь.

## Известные уроженцы
- Консовский, Михаил Владиславович (1911—2000) — Герой Социалистического Труда.